# Pterolophia olivacea
Pterolophia olivacea là một loài bọ cánh cứng trong họ Cerambycidae.